# Eurema tupuntenem
Eurema tupuntenem is een vlindersoort uit de familie van de Pieridae (witjes), onderfamilie Coliadinae.
Eurema tupuntenem werd in 1976 beschreven door Lichy.